# Зелений Гай (Мелітопольський район)
Зелений Гай — село в Україні, у Мелітопольському районі Запорізької області. Входить до складу Чкаловської сільської громади. Населення становить 641 осіб.

## Географія
Село Зелений Гай розташоване на відстані 2 км від села Красавич. Поруч проходить залізниця, станція 51 км за 2,5 км.
У селі є вулиці: Ланова, Молодіжна, Роз'їзд 51 км, Степова та Центральна.

## Історія
Село засноване 1926 року.
Село постраждало від Голодомору 1932—1933 років, організованого радянським урядом з метою винищення місцевого українського населення. Кількість встановлених жертв згідно з даними Державного архіву Запорізької області та свідченнями очевидців — 9 осіб. Також на сусідньому однойменному виселку за даними державного архіву відомо про 11 померлих.
У 1962—1965 роках належало до Михайлівського району Запорізької області, відтак у складі Веселівського району.
21 квітня 1967 року до села було приєднано виселок Зелений Гай.
До 2017 року орган місцевого самоврядування — Зеленогаївська сільська рада.

## Населення
За переписом населення України 2001 року в селі мешкало 650 осіб.

### Мова
Розподіл населення за рідною мовою за даними перепису 2001 року:
| Мова       | Відсоток |
| ---------- | -------- |
| українська | 92,67 %  |
| російська  | 6,71 %   |
| інші       | 0,62 %   |

## Релігія
У селі є парафія та храм Вознесіння Господнього, що належать до Веселівського благочиння Запорізької єпархії Православної Церкви України.

## Економіка
- «Зелений Гай», агрофірма, ТОВ.

## Освіта
У селі є школа I—II ступенів.